# Carl Philippi
Carl Philippi (* 9. Mai 1843 in Frankfurt am Main; † 21. Juni 1906 in Magdeburg) war ein in der Binnenschifffahrt tätiger deutscher Reeder.

## Laufbahn
Philippi verlor früh seine Eltern und kam daraufhin nach Dresden, wo er nach Beendigung seiner kaufmännischen Ausbildung eine Stellung als Prokurist in der renommierten Spedition Lüder & Tischer antrat. Am 28. April 1875 berief ihn der Inhaber der Firma, der Geheime Kommerzienrat August Friedrich Lüder, zum Leiter des kleinen, 1871 gegründeten Schifffahrtsunternehmens „Frachtschiffahrts-Gesellschaft in Dresden“ (FSG). Dort wurde ihm schnell klar, dass die Güterbeförderung auf der Elbe viel zu umständlich und zeitraubend war. Gründe dafür waren die langwierigen Zoll-Inspektionen in Hamburg und an der sächsisch-böhmischen bzw. deutsch-österreichischen Zollgrenze in Schandau sowie die vielen unterwegs anzulaufenden Anlegestellen. Also ließ er Elbschiffe in Hamburg nur mit für Dresden bestimmter Fracht beladen, was die Reisezeit erheblich verkürzte.
Am 18. September 1877 erwarb die von dem Ingenieur Ewald Bellingrath 1868 gegründete Aktiengesellschaft „Kettenschleppschiffahrt der Oberelbe“ (KSO) die FSG (mitsamt deren 1873 in Übigau eingerichteter kleiner Reparaturwerft), die daraufhin in Liquidation ging und am 1. Januar 1878 in der KSO aufging. Philippi wurde stellvertretender Vorstand der KSO.
Eine von ihm und Bellingrath vorangetriebene Neuerung war die Einführung zollgerecht verschließbarer Frachträume, womit die zeitraubenden zollamtlichen, mit Ent- und Beladung verbundenen Inspektionen an den Grenzzollstellen in Hamburg und Schandau vermieden werden konnten. Erfolgreich agierte Philippi auch zum Vorteil der Elbschiffer hinsichtlich verschiedener ihnen traditionell angelasteten Kosten. So beendete er die bis 1878 in Dresden gängige Praxis, dass die Schiffer erst 8 bis 14 Tage nach der Auslieferung von Gütern und Frachtbrief um Bezahlung ihrer Dienste einkommen konnten, und führte Zahlbarkeit der Fracht bei Übergabe des Frachtbriefes ein. Zur Regelung von dabei entstehenden Streitigkeiten richtete er Schiedsgerichte mit Vertretern von Handel und Schifffahrt ein. Ein von ihm betriebenes Gerichtsverfahren über Qualitätsverschlechterung von Getreide während des Flusstransports beendete ab 1879 die vielfach ungerechtfertigten Ansprüche wegen natürlicher Qualitätsminderung von Getreideladungen. Ebenso gelang es ihm, verschiedene Nebenkosten von den Schiffern auf deren Kunden abzuwälzen, wie z. B. die Ausladekosten sowie die Kosten für das Anliefern und Verladen der Fracht von Seeschiffen auf Elbschiffe und umgekehrt. Darüber hinaus war er intensiv an der Schaffung geordneter Rechtsverhältnisse für die Binnenschifffahrt beteiligt, wie der Ausarbeitung der Binnenschifffahrtsordnung und des Gesetzes über die privatrechtlichen Verhältnisse der Binnenschifffahrt und der Flößerei sowie 1893 als Mitglied der Sachverständigenkommission zur Begutachtung des Entwurfs zum Binnenschifffahrtsgesetz.
Nachdem die KSO im Oktober 1881 die „Elb-Dampfschiffahrts-Gesellschaft in Dresden“ und am 1. Januar 1882 auch die „Vereinigte Hamburg-Magdeburger Dampfschiffahrts-Compagnie“ übernommen hatte, wurde sie umbenannt in „Kette – Deutsche Elbschiffahrts-Gesellschaft“ und Philippi wurde Mitglied in deren Vorstand. Nach Bellingraths Rücktritt als deren Generaldirektor wurde Philippi am 1. Januar 1903 zum Generaldirektor der „Kette“ ernannt. Im April 1903 erhielt er, langjähriger Vorsitzender des „Conzessionirten sächsischen Schiffer-Vereins“, den Titel „Königlicher Kommerzienrat“.
Als die „Kette“ am 1. Januar 1904 in den „Vereinigten Elbschiffahrts-Gesellschaften“ aufging, trat Philippi als Generaldirektor zurück und wurde stattdessen in den Aufsichtsrat der neuen Gesellschaft berufen.
Er starb, Mitglied der Königlich Preußischen Elbschiffahrtskommission, am 21. Juni 1906 in Magdeburg bei einer von der Kommission veranstalteten Strombereisung.